# Sesbania chippendalei
Sesbania chippendalei là một loài thực vật có hoa trong họ Đậu. Loài này được N.T.Burb. miêu tả khoa học đầu tiên.